# Marvin Gaye
Pour les articles homonymes, voir Gaye (homonymie), Marvin Gaye (chanson) et Marvin.
Marvin Gaye (/ˈmɑɹvɪn ɡeɪ/), né le 2 avril 1939 à Washington, D.C. et mort le 1er avril 1984 à Los Angeles, est un chanteur et auteur-compositeur américain. Il rencontre un grand succès dans les années 1960 en tant qu'un des chanteurs vedettes du label Motown et publie en solo ou en duo plusieurs classiques de la musique populaire du XXe siècle.
En 1971, Marvin Gaye sort un disque considéré comme majeur dans l'histoire de la musique soul et populaire en général, What's Going On (classé à la première place de la liste des 500 plus grands albums de tous les temps du magazine Rolling Stone en 2020), un concept-album qu'il a entièrement composé et comprenant plusieurs chansons qui ne cesseront d'être reprises au cours des décennies suivantes. Il continue à connaître le succès dans les années 1970, s'exile en Europe, puis quitte Motown pour CBS et enregistre en 1982 le disque Midnight Love contenant le titre Sexual Healing. L'album comme la chanson triomphent dans plusieurs pays.
Le 1er avril 1984, Marvin Gaye est tué par son père, pasteur, après une dispute familiale, la veille de son 45e anniversaire.
Marvin Gaye a été honoré, à titre posthume, par plusieurs institutions. Il a ainsi reçu un Grammy Lifetime Achievement Award et a été introduit au Rock and Roll Hall of Fame.

## Biographie

### Ses débuts
Marvin Pentz Gaye Jr. naît le 2 avril 1939 à Washington, D.C.
Il est le deuxième enfant de Marvin Gay, Sr., un prédicateur des Adventistes du septième jour  et d'une femme au foyer Alberta Gay (née Alberta Cooper), Marvin Jr. avait deux sœurs nommées Zeola (1937-) et Jeanne (1945-) et un frère nommé Frankie (1941-2001) et deux demi-frères Michael Cooper (1933-2010 ; issu d'une relation précédente de sa mère) et Antwaun (né en 1970 ; ce dernier issu de relation extra-conjugale de son père).
Très jeune, il fréquente régulièrement l'église, où il s'exerce à la musique en chantant et en pratiquant le piano et la batterie. La musique devient une échappatoire à la vie qui règne alors dans sa famille (son père le bat régulièrement). Après ses études secondaires, Marvin s'engage dans l'Armée de l'air, mais il se fait renvoyer pour ses manquements à la discipline. De retour à la vie civile, il intègre plusieurs groupes de Doo-wop comme The Funk Brothers, The Rainbows, The Moonglows, il forme un groupe de Doo-wop The Marquees (en). Il fait la rencontre d'Harvey Fuqua, un producteur qui aura une forte influence sur lui. Cependant, Marvin Gaye se détache peu à peu de ces groupes en enregistrant quelques titres qui n'obtiendront jamais de succès.
Le déclic se produit en 1961, l'année où il signe, en tant que batteur, avec la maison de disques Motown, où il rencontre les plus grandes stars de la soul. Le patron du label, Berry Gordy, le prend sous son aile (aidé par le fait qu'il a épousé Anna, la sœur de Berry Gordy).

### L'ascension vers la gloire
Marvin Gaye débute officiellement chez Motown avec la sortie d'un album de jazz et rock'n'roll, The Soulful Moods of Marvin Gaye, en juin 1961.
En 1962, Gaye coécrit une des chansons à succès des Marvelettes, Beechwood 4-5789 . C'est à partir de cette année que Gaye se dirige vers la musique soul et commence à se faire connaître avec son premier single, Stubborn Kind of Fellow, sorti plus tard en septembre 1962, atteignant la 46e place du Billboard Hot 100. Il commence alors à transformer son nom de naissance, Gay, y ajoutant un e, afin de se différencier de son père, et également en hommage à son idole Sam Cooke, qui avait lui aussi rajouté un E à la fin de son patronyme.  Il sort également en singles les chansons Hitch Hike (culminant à la 30e place du Billboard Hot 100) et Pride and Joy (les deux chansons extraites de l'album That Stubborn Kinda' Fellow) puis une chanson rock'n'roll Can I Get a Witness sorti en 1963.
À partir d'octobre 1962, Gaye joint la Motortown Revue, une série de tournées de concerts par les artistes du label, tenue dans les côtes nord et sud-est des États-Unis.
En 1964, il collabore avec une de ses collègues du label, Mary Wells sur l'album duo Together (Marvin Gaye and Mary Wells album) (en) qui a atteint la 42e place du Pop album chart. Le single double face A de l'album, Once Upon a Time / What's the Matter With You Baby, se classe dans le Top 20.
Mais c'est en 1965, année de sortie de son album How Sweet It Is To Be Loved by You (dont le single homonyme composé par le trio de musiciens Holland-Dozier-Holland), que le succès explose. Les États-Unis sont séduits par ce nouvel artiste plein de charisme doté d'une voix mélodieuse.
Il collabore la même année avec Kim Weston pour un album dont la chanson It Takes Two sort en single en 1966.
Mais c'est avec une nouvelle « artiste Motown », Tammi Terrell, en 1967, que Gaye forme une grande amitié et un duo musical mémorable avec la sortie de plusieurs singles à succès (dont Ain't No Mountain High Enough, Your Precious Love, Ain't Nothing Like the Real Thing et You're All I Need to Get By), la plupart écrits par Ashford & Simpson. Les deux jeunes artistes sortent ensemble trois albums chez la maison de disques de 1967 à 1969. Mais le dernier album du duo, Easy, est partiellement enregistré avec le duo, Tammi Terrell, étant de plus en plus absente aux enregistrements pour soigner sa tumeur au cerveau diagnostiquée en 1968, est remplacée par Valerie Simpson au chant dans la plupart des chansons de l'album dont ceux sortis en single en 1969 (comme Good Lovin' Ain't Easy To Come By, California Soul et The Onion Song). En effet, il est rapporté que Tammi Terrell s'est effondrée sur son partenaire lors d'une performance en public avant qu'on lui diagnostique son cancer. Malgré cela, Terrell est créditée sur l'album avec Marvin.
Marvin continue en parallèle sa carrière solo et à connaître le succès avec son album In The Groove sorti en 1967. L'année suivante, Marvin Gaye sort la chanson I Heard It Through the Grapevine, reprise de Gladys Knight & The Pips, qui devient un hit et sera rapidement en tête des charts.
Ses nombreux succès à cette période lui valent les surnoms « Prince de la Soul » et « Prince de Motown »,.

### Le début d'une fin et la naissance d'un classique

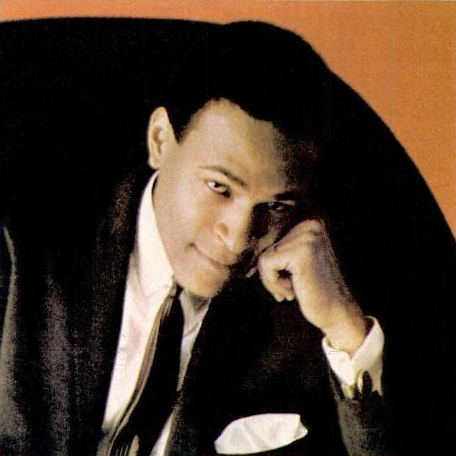
Photographie promotionnelle de Marvin Gaye en 1965 pour le single Ain't That Peculiar.

À la suite de la mort de Tammi Terrell en mars 1970, Marvin Gaye sombre dans la dépression. En 1971, après de longs mois de solitude et de réflexion, il revient avec un nouveau disque, What's Going On. Dans cet album-concept, il procède à l'analyse de son époque et touche à des sujets sensibles tels la lutte pour les droits civiques, la guerre du Viêt Nam, dont son frère Frankie lui avait fait le récit après en être revenu, ainsi que l'écologie. Cet album novateur pour l'époque lui permet de se débarrasser de son image de sex symbol et d'être considéré comme un des grands compositeurs de soul. Malgré le refus initial du fondateur de la maison de disques Motown, son beau-frère Berry Gordy, l'album sort et devient un classique. Il est considéré comme un disque majeur dans l'histoire de la musique soul et populaire en général (classé à la première place de la liste des 500 plus grands albums de tous les temps du magazine Rolling Stone).
Deux ans après, Marvin Gaye obtient un nouveau succès avec Let's Get It On, disque motivé par sa liaison extraconjugale passionnée avec une jeune femme nommée Janis Hunter (elle a dix-sept ans alors qu'il en a trente-quatre). Il entreprend dans cette œuvre d'associer l'extase charnelle à un rapprochement avec Dieu ; ainsi ce disque, au premier abord irrévérencieux dans un contexte d'Amérique puritaine, est en fait l'expression d'une foi spirituelle très profonde.
Au cours des années 1970, le chanteur publie plusieurs albums. On peut surtout retenir Here, My Dear dont la genèse est particulière : son épouse Anna Gordy Gaye (de dix-sept ans son aînée), excédée par la double vie de Marvin Gaye, demande le divorce. Après de longues négociations, le juge devant statuer ordonne au chanteur de réaliser un album dont l'avance perçue sera reversée à son épouse. Ayant tout d'abord voulu réaliser un disque superficiel, l'artiste publie une œuvre complexe où il revient en détail sur son mariage houleux. C'est à cette période que Gaye tombe sous l'emprise de l'alcool et de la drogue, dépendance qui le suit jusqu'à la fin de sa vie.
En 1981, une série d'enregistrements, dont des démos, est publiée sans son accord sous le titre In Our Lifetime, ce qui provoque la rupture définitive avec Motown. Motown avait en outre modifié le titre de l'album en escamotant le point d'interrogation, provoquant le courroux du chanteur.
Ayant signé avec la maison de disques CBS Records, Marvin Gaye part pour Ostende en Belgique, où il séjourne dix-huit mois . Il a pour cuisinier le chanteur Arno,. Cette parenthèse belge a inspiré au réalisateur belge Richard Olivier deux films (Marvin Gaye transit Ostende, 29', 1981 et Remember Marvin Gaye, 2001) et un livre (L'Ami ostendais de Marvin Gaye, éd. Christian Pirot, 2004). La ville d'Ostende propose un Marvin Gaye Midnight Love Tour sur les traces de son séjour.
Devant alors faire face à la concurrence de nouvelles stars telles que Rick James, il fait appel à Harvey Fuqua et Gordon Banks pour réaliser son album Midnight Love dont est issu le tube Sexual Healing, qui sera repris de nombreuses fois, notamment par Ben Harper et le quatuor Fourplay. Il retourne s'installer à Los Angeles, mais les choses se gâtent de nouveau et Marvin Gaye retombe en dépression, tant et si bien qu'il réintègre le foyer de ses parents.
Le 13 février 1983, il interprète l'hymne national américain dans une version soul marquante lors du NBA All-Star Game.

### Mort

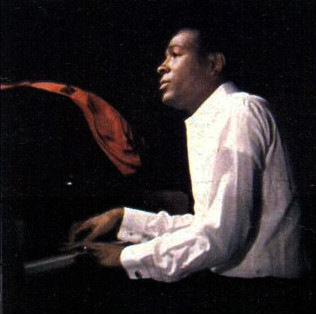
Marvin Gaye en 1968.

Le 1er avril 1984, une violente dispute éclate entre Marvin Gaye et son père. Marvin discute dans sa chambre avec sa mère. Son père, Marvin Gay Sr., s'énerve dans la pièce voisine ne parvenant pas à mettre la main sur certains papiers. La mère part le voir et la dispute commence lorsque Marvin Sr. lève la voix sur Alberta. Ayant tout entendu depuis sa chambre, Marvin en a assez des énervements de son père qui durent depuis la veille, s'en mêle et défend sa mère en hurlant sur son père. Ce dernier rentre furieux dans sa chambre et les disputes s'enchaînent jusqu'à ce que le fils lui ordonne de sortir de la chambre, le père refuse. Alors, ils se bagarrent et la mère les sépare. Aux alentours de 11 h 40, alors que Marvin est retourné dans sa chambre, assis sur son lit et parlant avec sa mère, son père se présente armé dans l'embrasure de la porte et lui tire dessus à deux reprises,. Le premier tir l’atteint du côté droit de la poitrine et perfore plusieurs organes vitaux. Gaye est amené aux urgences du California Hospital Medical Center (en) où son décès est prononcé à son arrivée à 13 h.
L'arme avec laquelle Marvin Gay Sr. tire sur son fils est un revolver de calibre 38 qui lui a été offert par Marvin lui-même comme cadeau de Noël quatre mois plus tôt, pour se protéger des cambrioleurs. Mais les proches de la famille ont commenté plus tard que le fait que Marvin Gaye ait offert cette arme à son père était « un suicide prémédité ». Selon Jeanne Gaye, sœur du chanteur, leur père aurait affirmé que si Marvin le frappait, il le tuerait,. Marvin, connaissant bien le caractère de son père, l'aurait volontairement provoqué en le frappant pour être tué quelques instants après. Selon Frankie Gaye, après avoir trouvé son grand frère en train de mourir de ses blessures par balle, Gaye a expliqué qu'il avait prévu que son père lui tire dessus car « il ne se sentait pas capable de le faire lui-même » ; en effet, Marvin Gaye avait fait des tentatives de suicide à plusieurs reprises dans le passé.
Après les funérailles, Marvin est incinéré et une partie de ses cendres est dispersée par ses enfants près de l'océan Pacifique. Gaye n'a laissé aucun testament, ni aucune police d'assurance. Sa mère, Alberta, divorce peu après de Marvin Sr. et meurt en 1987 d'un cancer des os. Lors du jugement, son père plaide coupable pour homicide volontaire, est condamné et mis en liberté surveillée. Il meurt d'une pneumonie en 1998,.

## Vie personnelle

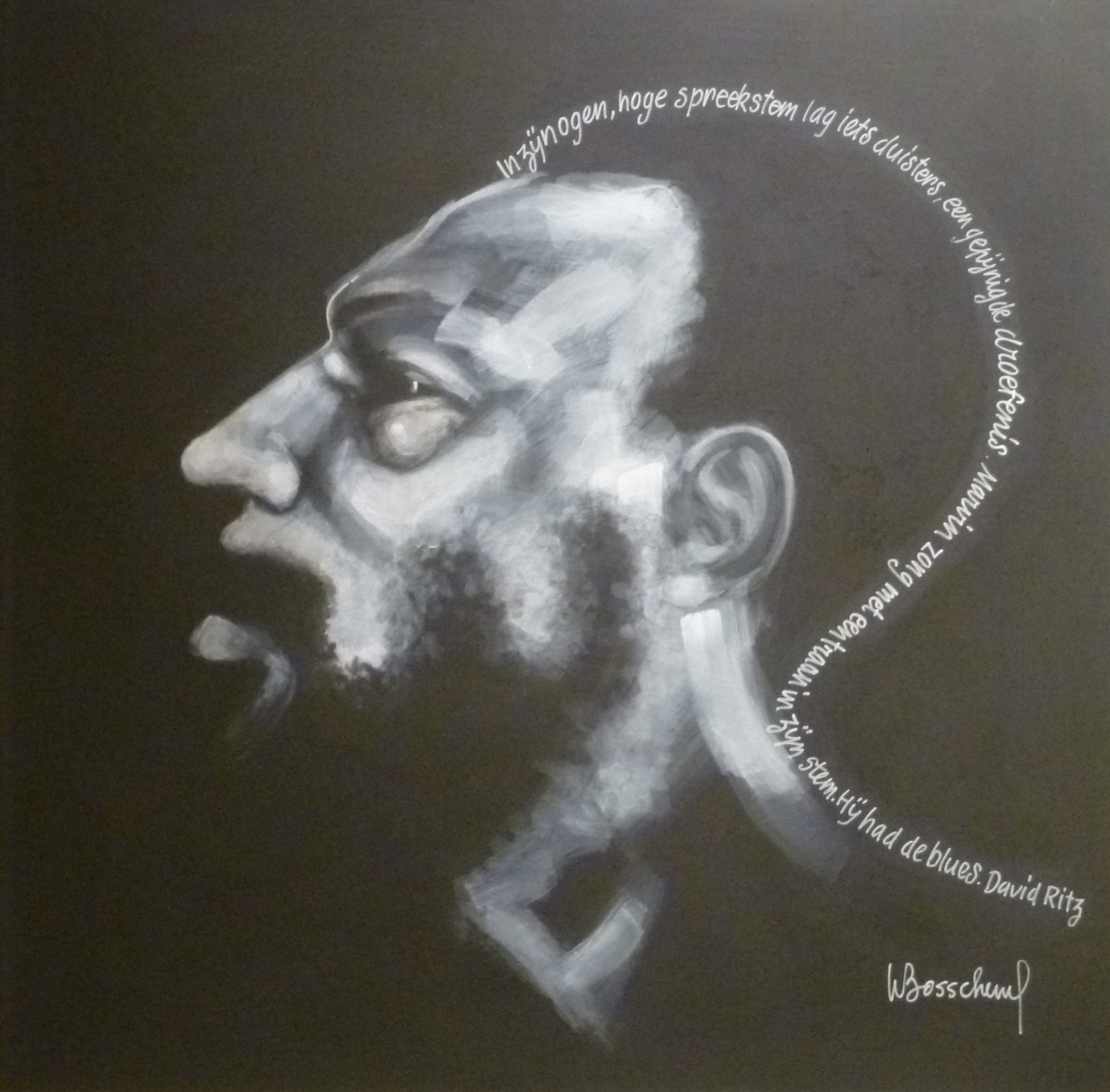
Marvin Gaye par le peintre belge Willy Bosschem.

### Mariages et enfants
En 1961, Marvin Gaye épouse Anna Gordy (1922-2014),, la sœur du fondateur de la Motown, Berry Gordy. Ils adoptent un fils qu'ils nomment Marvin III. Ils divorcent en 1977, après la rencontre de Marvin avec Janis Hunter en 1973 (elle était âgée de dix-sept ans à l'époque). L'album I Want You (1976) est inspiré de sa relation avec Janis.
Il épouse Janis Hunter en 1977. Ils ont deux enfants : la chanteuse, mannequin et actrice Nona Gaye (née le 4 septembre 1974) et Frankie Gaye II. Janis Hunter et Marvin Gaye divorcent en 1981.
Marvin est le grand-père de trois garçons : Marvin IV, Dylan et Nolan,.

### Marvin contre Marvin
Marvin n'a jamais connu une relation stable avec son père. Celui-ci commençait à le battre quand Marvin Jr. avait sept ans, pour n'importe quelle raison, à coup de ceinture. Le chanteur commentera plus tard que le père manipulait longtemps sa ceinture, provoquant l'angoisse du fils, avant d'entrer dans sa chambre pour le fouetter. Son frère Frankie et ses deux sœurs n'échappaient pas non plus aux punitions du paternel. Enfant, Marvin accompagne son père pasteur à l'église et dans ses missions spirituelles, sur le circuit gospel. Selon le chanteur, son père « détestait quand les chants de Marvin rapportaient plus d'audience que ses récitations religieuses ». Parfois, le père forçait ses enfants à répondre à des questions bibliques, sous peine de punition dure si les réponses étaient mauvaises.
Sa relation avec son père se dégradait de plus en plus, au cours de son adolescence, et son père l’expulsait souvent du foyer familial.
En 1983, après la fin de ses derniers concerts erratiques pour promouvoir son album à succès Midnight Love, Marvin Gaye, qui a été aux prises avec des problèmes d'argent et de toxicomanie, a déménagé dans la maison achetée à ses parents. Il veillait sur sa mère, qui se remettait d'une intervention chirurgicale. Après avoir été absent pendant quelques mois, Marvin Sr. est retourné à Los Angeles en octobre 1983.
Ayant appris que son père avait vendu leur maison de famille à Washington sans consulter sa mère, Marvin a gardé ses distances avec son père, mais aurait été en colère à propos de cette décision. Les quelques fois où père et fils sont entrés en contact, cela a presque toujours dégénéré en violences.
Dans la chanson What's Going On, Marvin Gaye s'adresse à son père dans certaines paroles comme « Father, father. We don't need to escalate » (« Père, Père, nous n'avons pas besoin de cette escalade (de violence) »).

## Récompenses et distinctions
- 1987 : inscription sur le Rock and Roll Hall of Fame[47]
- 1996 : lauréat à titre posthume d'un Grammy Lifetime Achievement Award, pour l'ensemble de sa carrière[48]

## Postérité

### Hommages
- 1985: Le groupe Commodores lui rend hommage, ainsi qu'au chanteur Jackie Wilson mort la même année que Marvin Gaye, dans leur chanson Nightshift, de l'album homonyme.
- 1988: David Koven chante Marvin, une chanson avec son style et en son hommage.
- 1995: Phil Barney, qui a été à ses débuts le seul chanteur français produit par Marvin Gaye[49], lui rend hommage dans l'album Partager tout avec la chanson Je repense à Marvin Gaye.
- 2015:  Charlie Puth et Meghan Trainor lui rendent hommage avec la chanson Marvin Gaye.
- 2018 : Nate Jacobs, crée une revue musicale dédiée à Marvin Gaye sous le titre de Marvin Gaye : Prince of Soul[50],[51].
- 2019 : création d'un timbre postal à son effigie aux États-Unis[52]
- 2019 : édition posthume de son dernier enregistrement You’re the Man[53],[54],[55]

### Au cinéma
Quelques-uns de ses plus grands titres, comme son duo avec Tammi Terrell Ain't No Mountain High Enough ou son célèbre I Heard It Through the Grapevine, sont repris dans les films Ma meilleure ennemie, Le Plus Beau des combats, ou Les Gardiens de la Galaxie.

## Discographie

### Albums

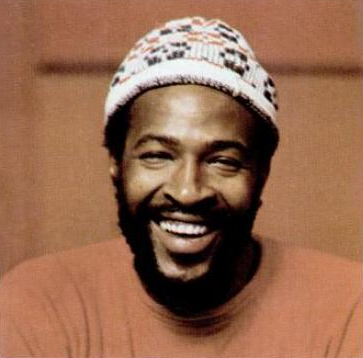
Photographie promotionnelle de Marvin Gaye en 1973

| Année            | Titre de l'album                         | Label                   | Remarques                                                     |               |               |               |               |
| Albums studio    | Albums studio                            | Albums studio           | Albums studio                                                 | Albums studio | Albums studio | Albums studio | Albums studio |
| ---------------- | ---------------------------------------- | ----------------------- | ------------------------------------------------------------- | ------------- | ------------- | ------------- | ------------- |
| 1961             | The Soulful Moods of Marvin Gaye         | Tamla Motown            |                                                               |               |               |               |               |
| 1962             | That Stubborn Kinda' Fellow              | Tamla Motown            |                                                               |               |               |               |               |
| 1963             | Hello Broadway                           | Tamla Motown            |                                                               |               |               |               |               |
| 1964             | When I'm Alone I Cry                     | Tamla Motown            |                                                               |               |               |               |               |
| 1965             | How Sweet It Is to Be Loved By You       | Tamla Motown            |                                                               |               |               |               |               |
| 1965             | A Tribute to the Great Nat « King » Cole | Tamla Motown            | Album hommage à Nat King Cole                                 |               |               |               |               |
| 1966             | Moods of Marvin Gaye                     | Tamla Motown            |                                                               |               |               |               |               |
| 1968             | In The Groove                            | Tamla Motown            | ressorti en 1969 sous le nom I Heard It Through the Grapevine |               |               |               |               |
| 1969             | M.P.G.                                   | Tamla Motown            |                                                               |               |               |               |               |
| 1970             | That's The Way Love Is                   | Tamla Motown            |                                                               |               |               |               |               |
| 1971             | What's Going On                          | Tamla Motown            |                                                               |               |               |               |               |
| 1973             | Let's Get It On                          | Tamla Motown            |                                                               |               |               |               |               |
| 1976             | I Want You                               | Tamla Motown            |                                                               |               |               |               |               |
| 1978             | Here, My Dear                            | Tamla Motown            |                                                               |               |               |               |               |
| 1981             | In Our Lifetime                          | Tamla Motown            |                                                               |               |               |               |               |
| 1982             | Midnight Love                            | Columbia / Epic Records |                                                               |               |               |               |               |
| Bande originale  |                                          |                         |                                                               |               |               |               |               |
| 1972             | Trouble Man                              | Motown                  | Bande originale du film homonyme                              |               |               |               |               |
| Albums posthumes |                                          |                         |                                                               |               |               |               |               |
| 1985             | Dream of a lifetime                      |                         | titres inédits                                                |               |               |               |               |
| 1985             | Romantically Yours                       |                         | titres inédits                                                |               |               |               |               |
| 1997             | Vulnerable                               | Motown                  | titres inédits                                                |               |               |               |               |
| 2019             | You're the Man                           |                         | titres inédits enregistrés en 1972                            |               |               |               |               |

### Albums en duo
| 1964   | Together                | Tamla Motown | Mary Wells                                                                       |
| 1965   | Take Two                | Tamla Motown | Kim Weston                                                                       |
| 1967   | United                  | Tamla Motown | Tammi Terrell                                                                    |
| 1968   | You're All I Need       | Tamla Motown | Tammi Terrell                                                                    |
| 1969   | Easy                    | Tamla Motown | Tammi Terrell                                                                    |
| 1973   | Diana & Marvin          | Tamla Motown | Diana Ross                                                                       |
| Autres |                         |              |                                                                                  |
| 1969   | Marvin Gaye & His Girls | Motown       | compilation regroupant les meilleurs tubes de Gaye avec Terrell, Weston et Wells |

### Albums en public
- 1964 : Recorded Live on Stage
- 1974 : Marvin Gaye Live!
- 1977 : Live at the London Palladium
- 2003 : Marvin Gaye: Live in Montreux 1980
- 2003 : The Real Thing: In Performance (1964–1981)
- 2018 : Live in Miami
- 2023 : Greatest Hits: Live in ’76

### Compilations
- 1983 : Compact Command Performances - 15 Greatest Hits
- 1995 : Anthology - 2 CD
- 1999 : The Best Of Marvin Gaye - Volume 1 - The '60s
- 2000 : The Best Of Marvin Gaye - Volume 2 - The '70s
- 2001 : The very best of Marvin Gaye
- 2004 : The Marvin Gaye Collection
- 2008 : 50
- 2017 : Just Marvin Gaye